# Mykola Muchin-Koloda
Mykola Iwanowytsch Muchin-Koloda (ukrainisch Микола Іванович Мухін-Колода; russisch Микола Иванович Мухин-Колода/ Mikola Iwanowitsch Muchin-Koloda; * 24. Mai 1916 in Sajzewe, Gouvernement Jekaterinoslaw, Russisches Kaiserreich; † 8. Mai 1962 in Philadelphia, USA) war ein ukrainischer Bildhauer und Professor.

## Leben
Mykola Muchin-Koloda studierte an Kunstinstituten in Charkiw, Odessa und Kiew. Später unterrichtete er Bildhauerei an der Kunstschule in Lwiw (Lemberg).
Nach dem Zweiten Weltkrieg schuf Muchin im Auftrag der Sowjetunion drei Mahnmale für Kriegsgräberstätten. 1949 emigrierte er über ein Camp für Displaced Persons in München in die Vereinigten Staaten. Dort starb er 1962 in Philadelphia.

## Bekannte Werke

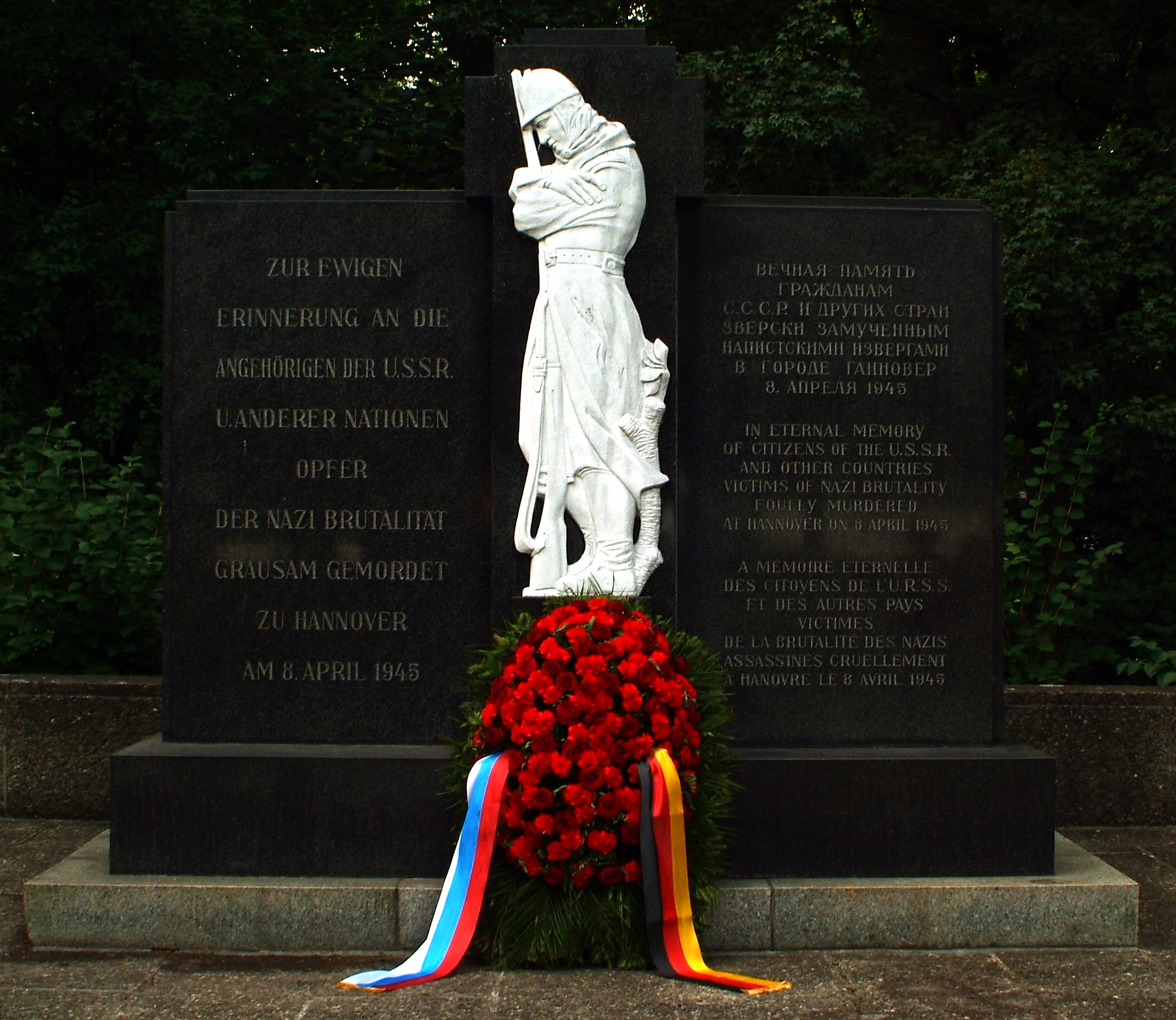
Grabmal auf dem Ehrenfriedhof am Maschsee-Nordufer in Hannover, 1945 von Muchin-Koloda entworfen, hier mit einem 2011 niedergelegten Kranz von Angela Merkel und Dmitri Medwedew

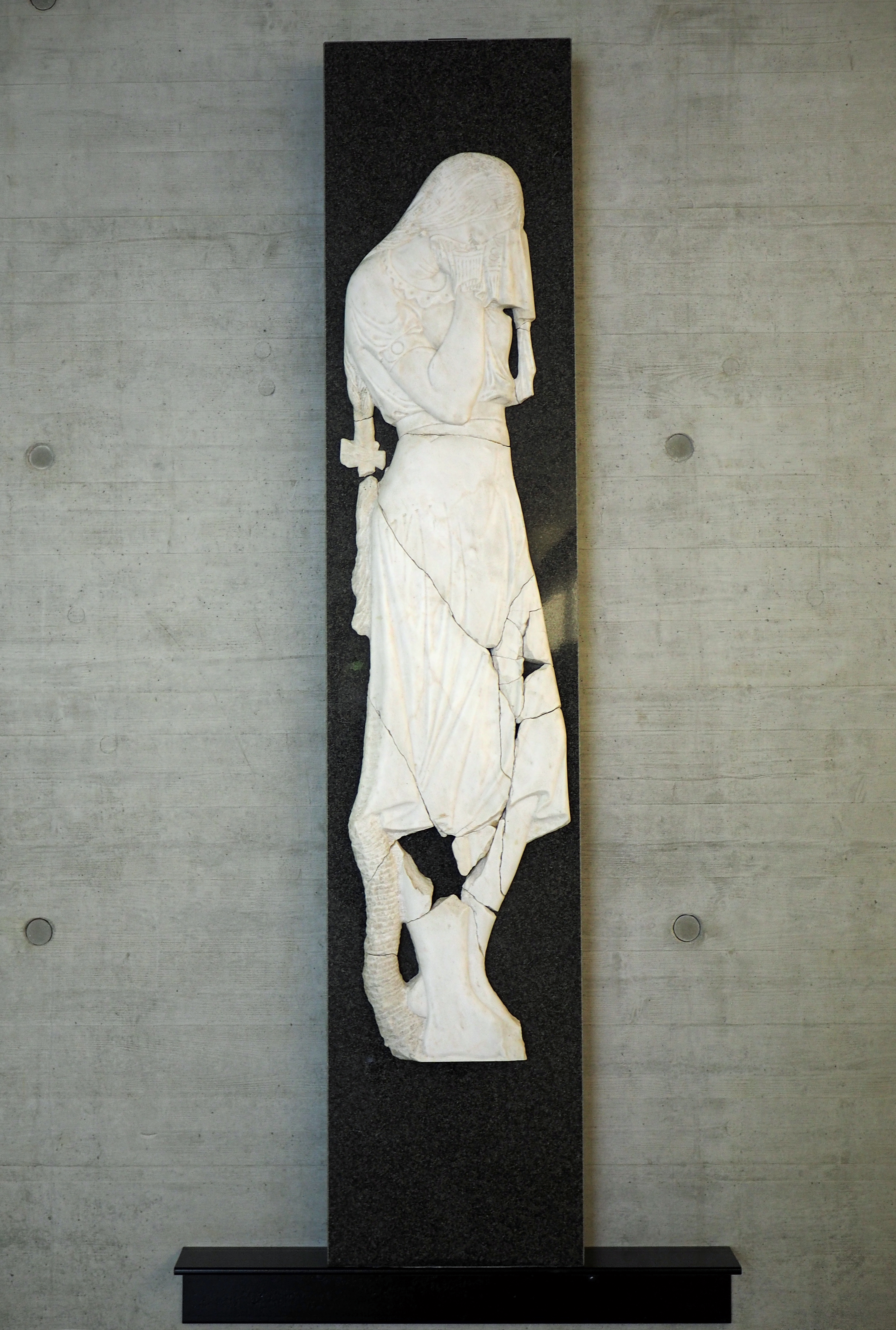
Die Trauernde, restauriertes Original im Dokumentationszentrum KZ Bergen-Belsen, ehemals auf dem Kriegsgefangenenfriedhof Hörsten

Mitte 1945 gestaltete Muchin drei Mahnmale für Kriegsgräberstätten, in deren Mittelpunkt je eine aus Marmor herausgearbeitete Figur stand. So schuf er, ohne die für sowjetische Mahnmale übliche heroisierende Formensprache,
- für Oerbke die Gestalt eines Sterbenden[1]
- für den Ehrenfriedhof am Maschsee-Nordufer in Hannover[2] die eines trauernden Soldaten (auf einer Stele in Kreuzesform; als Zeichen der Hoffnung treibt ein kleiner Baumstamm neue Blätter)[1]
- für den sowjetischen Kriegsgefangenen-Friedhof in Belsen-Hörsten „Die Trauernde“ (ein weinendes Mädchen).[1] Das Mahnmal wurde am 9. November 1945 enthüllt. Es trägt die Inschrift: „Hier sind begraben 50 000 sowjetische Kriegsgefangene, zu Tode gequält in deutsch-faschistischer Gefangenschaft.“ Auf der Rückseite steht: „Ruhet in Frieden, teure Genossen, die Erinnerung an Euch wird ewig weiterleben in den Herzen der Völker der Sowjetunion.“ (jeweils übersetzt aus dem Russischen).

Das Mahnmal wurde im September 1980 zerstört. Auf dem Friedhof steht seit August 1981 eine Replik des Steinmetz Gebauber Winsen. Das restaurierte Original befindet sich im Dokumentationszentrum KZ Bergen-Belsen.
Muchin-Kolodas Tochter Masha, verheiratete Archer, erläuterte die Figuren so:

„Der Soldat beugt den Kopf in Trauer, aber er wacht mit Stärke und ruhiger Tatkraft.

Das Mädchen ist das Symbol der Heimat,

der Verhungernde [...] verkörpert die Ängste und Qualen des Krieges, sein wahres Ausmaß.“

## Filmdokumentation
- Filmdokumentation: Nach Hannover in den Tod, Das Denkmal am Maschsee, NDR